# ティルチラーパッリ県

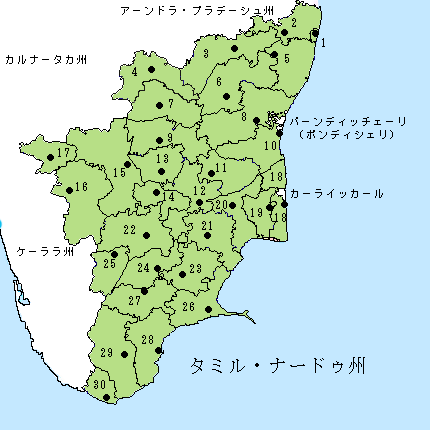
タミル・ナードゥ州の行政区分。12の場所がティルチラーパッリ県

ティルチラーパッリ県（திருச்சிராப்பள்ளி மாவட்டம் ; Tiruchirappalli district）は、インド南部のタミル・ナードゥ州に属する30の県の一つ。県庁所在地はティルチラーパッリ。ティルッチラーッパッリ県とも呼ばれる。

## 概要
2001年の国勢調査では、面積4511平方キロメートル、人口241万8366人、人口密度は536人/km2。
北はセーラム県、北東はペランバルール県、東はタンジャーヴール県、南東はプドゥッコーッタイ県、南はシヴァガンガイ県とマドゥライ県、南西はティンドゥッカル県、西はカルール県、北西はナーマッカル県に接する。
本県はタミル・ナードゥ州の真ん中にあってこのように多くの県に接し、道路や鉄道、河川などが集まる交通の要衝である。
河川の中でも、県北部を大河カーヴェーリ川が横切る。
県庁所在地のティルチラーパッリは、略してティルチ（திருச்சி ; Trichy）とも呼ばれる。

## 歴史
1968年のタミル・ナードゥ州発足以前の、イギリス領インド帝国マドラス管区時代から存在する。マドラス管区時代は、トリチノポリ県（Trichinopoly district）という英語名が正式名称であった。
1974年1月14日、南東部がタンジャーヴール県の一部と合併してプドゥッコーッタイ県として分立。1995年11月1日には、西部がカルール県、北部がペランバルール県として分立した。

## 行政区分

### 郡
ティルチラーパッリ県は、以下の8つの郡（タミル語 வட்டம் 「円」 ; 英訳 taluk）に区分けされている。
- ラールクディ郡（லால்குடி ; Lalgudi）
- マナッチャナッルール郡（மணச்சநல்லூர் ; Manachanallur）
- トゥライユール郡（துறையூர் ; Thuraiyur）
- ムシリ郡（முசிறி ; Musiri）
- トッティヤム郡（தொட்டியம் ; Thottiyam）
- ティルチラーパッリ郡（திருச்சிராப்பள்ளி ; Tiruchirappalli）
- シュリーランガム郡（ஸ்ரீரங்கம் ; Srirangam）？
- マナッパーライ郡（மணப்பாறை ; Manapparai）

### 区
ティルチラーパッリ県は、以下の14の区（英訳 block）に区分けされている。
- プッランパーディ区（புள்ளம்பாடி ; Pullambadi）
- ラールクディ区（லால்குடி ; Lalgudi）
- マナッチャナッルール区（மணச்சநல்லூர் ; Manachanallur）
- トゥライユール区（துறையூர் ; Thuraiyur）
- ムシリ区（முசிறி ; Musiri）
- ウッピリヤープラム区（உப்பிலியாபுரம் ; Uppiliyapuram）
- ターッタイヤンガールペーッタイ区（தாத்தையங்கார்பேட்டை ; Thathiyengarpet）
- トッティヤム区（தொட்டியம் ; Thottiyam）
- アンダナッルール区（அந்தநல்லூர் ; Andanallur）？
- ティルヴェーランブール区（திருவேரம்பூர் ; Tiruverambur）？
- マニカンダム区（மணிகண்டம் ; Manikandam）
- マナッパーライ区（மணப்பாறை ; Manapparai）
- ヴァイヤンパッティ区（வையம்பட்டி ; Vaiyampattai）
- マルンガープリ区（மருங்காபுரி ; Marungapuri）